# Einschnürungssatz

Sandwichsatz: Wenn eine Folge zwischen zwei konvergierenden Folgen mit demselben Grenzwert liegt, dann muss sie auch gegen diesen Grenzwert konvergieren.

Der Einschnürungssatz, Einschließungssatz, Dreifolgensatz oder Sandwichsatz (u. a.: Schachtelungssatz, Quetschlemma resp. Satz von den zwei Polizisten, Sandwichlemma; englisch sandwich theorem) ist in der Analysis ein Satz über den Grenzwert einer Funktion. Gemäß dem Einschnürungssatz strebt eine Funktion, die von oben und unten durch zwei gegen denselben Wert strebende Funktionen „eingezwängt“ wird, auch gegen diesen Wert.
Der Einschnürungssatz wird typischerweise dazu verwendet, einen Grenzwert einer Funktion nachzuweisen, indem man die Funktion mit zwei anderen vergleicht, deren Grenzwerte bekannt oder einfach zu bestimmen sind. Er wurde geometrisch schon von den Mathematikern Archimedes und Eudoxos verwendet, um die Kreiszahl π zu berechnen. Die moderne Formulierung des Satzes stammt ursprünglich von Carl Friedrich Gauß.
Der Satz gilt insbesondere auch für Grenzwerte von Folgen: eine Funktion, die von oben und unten durch zwei gegen denselben Wert strebende Folgen beschränkt wird, konvergiert ebenfalls gegen diesen Wert.

## Einschließungsregel für Folgen
Seien {\displaystyle x_{n}} und {\displaystyle y_{n}} zwei reelle Folgen mit {\displaystyle x_{n}\rightarrow a}, {\displaystyle y_{n}\rightarrow a} und {\displaystyle x_{n}\leq y_{n}} für fast alle (alle bis auf endlich viele) {\displaystyle n}. Ist {\displaystyle w_{n}} eine weitere Folge mit {\displaystyle x_{n}\leq w_{n}\leq y_{n}} für fast alle {\displaystyle n}, so konvergiert {\displaystyle w_{n}}, und zwar ebenfalls gegen {\displaystyle a}.

### Beispiel
Sei 
{\displaystyle w_{n}={\frac {1}{n+\log {n}^{2}+3}}}
eine Folge. Da {\displaystyle \log {n}\geq 0} für {\displaystyle n\geq 1} ist der Nenner immer größer als {\displaystyle n}. Daher gilt
{\displaystyle 0\leq w_{n}\leq {\frac {1}{n}}}.
Da sowohl {\displaystyle {\frac {1}{n}}} als auch {\displaystyle 0} gegen {\displaystyle 0} konvergieren, folgt aus der Einschließungsregel, dass {\displaystyle w_{n}} ebenfalls gegen {\displaystyle 0} konvergiert.

## Einschnürungssatz für Funktionen
Es sei {\displaystyle I} ein Intervall, das einen Wert {\displaystyle a} enthält. Es seien {\displaystyle f}, {\displaystyle g} und {\displaystyle h} auf {\displaystyle I\setminus \lbrace a\rbrace } definierte Funktionen. Wenn für jedes {\displaystyle x\neq a} aus {\displaystyle I} gilt
{\displaystyle g(x)\leq f(x)\leq h(x),}
sowie
{\displaystyle \lim _{x\to a}g(x)=\lim _{x\to a}h(x)=L},
dann ist {\displaystyle \lim _{x\to a}f(x)=L}.
{\displaystyle a} muss nicht inmitten von {\displaystyle I} liegen. Ist {\displaystyle a} Randpunkt von {\displaystyle I}, so handelt es sich bei obigen Grenzwerten um links- bzw. rechtsseitige. Ähnliches gilt auch für unendliche Intervalle: Ist beispielsweise {\displaystyle I=[0,\infty )}, so gilt der Satz auch für die Grenzwertuntersuchung {\displaystyle x\to \infty }.
Zum Beweis folgt aus den Annahmen direkt
{\displaystyle L=\lim _{x\to a}g(x)\leq \liminf _{x\to a}f(x)\leq \limsup _{x\to a}f(x)\leq \lim _{x\to a}h(x)=L},
so dass die Ungleichungen tatsächlich Gleichungen sind und {\displaystyle f} daher auch gegen {\displaystyle L} strebt.

## Beispiele und Anwendungen
Die folgenden Beispiele zeigen, wie der Satz praktisch angewendet wird.

### Beispiel 1

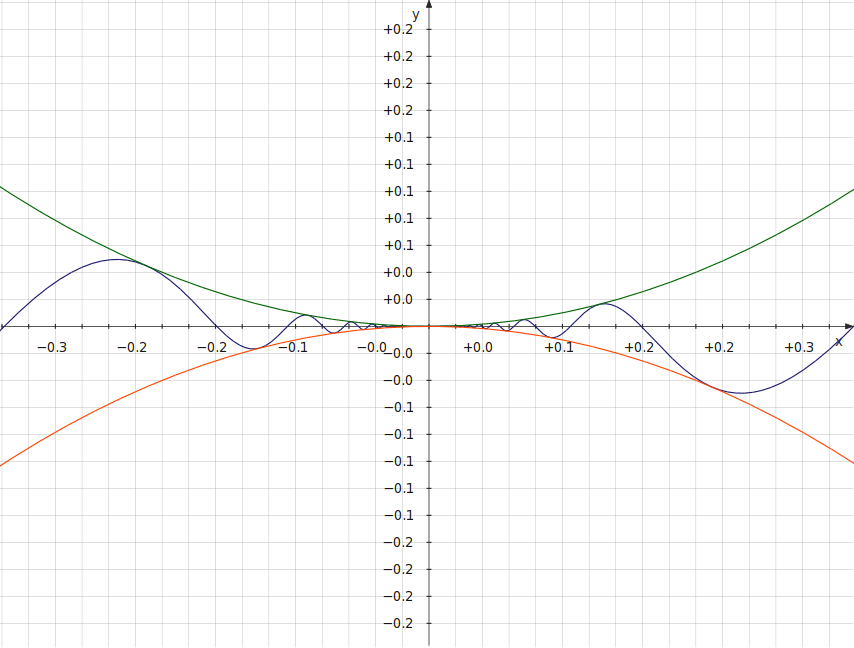
f (blau) mit Schrankenfunktionen g (rot) und h (grün)

Man betrachte {\displaystyle f(x)=x^{2}\sin \!\left({\tfrac {1}{x}}\right)}, das auf ganz {\displaystyle \mathbb {R} } außer für {\displaystyle x=0} definiert ist. Den Grenzwert für {\displaystyle x\to 0} auf konventionelle Art zu berechnen fällt schwer: Eine direkte Substitution schlägt fehl, weil die Funktion bei {\displaystyle x=0} nicht definiert ist (geschweige denn stetig), und die Regel von de L’Hospital kann auch nicht angewendet werden, da {\displaystyle \sin \!\left({\tfrac {1}{x}}\right)} überall oszilliert und keinen Grenzwert hat. Mit passenden oberen und unteren Schrankenfunktionen lässt sich jedoch der Einschnürungssatz anwenden.
Da die Sinusfunktion betragsmäßig durch 1 begrenzt ist, ist {\displaystyle x^{2}} betragsmäßig eine passende Schranke für {\displaystyle f}. In anderen Worten gilt mit {\displaystyle g(x)=-x^{2}} und {\displaystyle h(x)=x^{2}}:
{\displaystyle {\begin{matrix}-1&\leq &\sin {\frac {1}{x}}&\leq &1\\-x^{2}&\leq &x^{2}\sin {\frac {1}{x}}&\leq &x^{2}\\g(x)&\leq &f(x)&\leq &h(x)\end{matrix}}}
{\displaystyle g} und {\displaystyle h} sind Polynomfunktionen und deshalb stetig, daher gilt
{\displaystyle \lim _{x\to 0}g(x)=\lim _{x\to 0}h(x)=0}.
Aus dem Einschnürungssatz folgt nun
{\displaystyle \lim _{x\to 0}f(x)=0}.

### Beispiel 2
Das obige Beispiel ist eine spezielle Anwendung eines häufig auftretenden allgemeinen Falles. Angenommen, wir wollen zeigen, dass gilt:
{\displaystyle \lim _{x\to a}f(x)=L}.
Es ist dann ausreichend, eine Funktion {\displaystyle h} zu finden, die auf einem {\displaystyle a} enthaltenden Intervall {\displaystyle I} definiert ist (außer möglicherweise bei {\displaystyle a}), für die gilt
{\displaystyle \lim _{x\to a}h(x)=0},
und außerdem für alle {\displaystyle x\neq a} aus {\displaystyle I} gilt
{\displaystyle |f(x)-L|\leq h(x)}.
In Worten gesprochen heißt das, dass der Fehler zwischen {\displaystyle f(x)} und {\displaystyle L} beliebig klein gemacht werden kann, wählt man {\displaystyle x} nahe genug an {\displaystyle a}. Diese Bedingungen sind ausreichend, da die Betragsfunktion überall nicht negativ ist, so dass wir
{\displaystyle g(x)=0} für alle {\displaystyle x}
wählen können und den Einschnürungssatz anwenden können. Da nun
für {\displaystyle x\to a} gilt {\displaystyle |f(x)-L|\to 0},
gilt auch {\displaystyle f(x)-L\to 0} und damit
{\displaystyle f(x)=(f(x)-L)+L\longrightarrow 0+L=L}.

### Beispiel 3

Durch elementargeometrische Überlegungen am Einheitskreis (siehe Zeichnung rechts) lässt sich zeigen, dass
{\displaystyle \cos(x)\leq {\frac {\sin(x)}{x}}\leq 1}.
Wegen
{\displaystyle \lim _{x\to 0}\cos(x)=1}
folgt mit dem Einschnürungssatz
{\displaystyle \lim _{x\to 0}{\frac {\sin(x)}{x}}=1}.
Dieser Grenzwert ist bei der Bestimmung der Ableitungsfunktion des Sinus behilflich.

## Beweis
Die Hauptidee dieses Beweises ist es, die relativen Unterschiede der Funktionen {\displaystyle f}, {\displaystyle g} und {\displaystyle h} zu betrachten. Dies hat den Effekt, dass die untere Schrankenfunktion konstant null ist, was den Beweis im Detail deutlich einfacher macht. Der allgemeine Fall wird dann auf algebraischem Wege bewiesen.
Im Spezialfall {\displaystyle g(x)=0} und {\displaystyle L=0} gilt
{\displaystyle \lim _{x\to a}h(x)=0}.
Sei {\displaystyle \varepsilon >0} ein fester Wert. Gemäß der Definition des Grenzwerts einer Funktion existiert nun ein {\displaystyle \delta >0}, sodass
wenn gilt {\displaystyle 0<|x-a|<\delta }, dann ist {\displaystyle |h(x)|<\varepsilon }.
Für alle {\displaystyle x\neq a} aus {\displaystyle I} gilt gemäß Annahme
{\displaystyle 0=g(x)\leq f(x)\leq h(x)},
also gilt
{\displaystyle |f(x)|\leq |h(x)|}.
Daraus schließt man, dass
wenn gilt {\displaystyle 0<|x-a|<\delta }, dann ist {\displaystyle |f(x)|\leq |h(x)|<\varepsilon }.
Damit ist bewiesen, dass
{\displaystyle \lim _{x\to a}f(x)=0}.
Für beliebige {\displaystyle g} und {\displaystyle L} gilt nun für jedes {\displaystyle x\neq a} aus {\displaystyle I}
{\displaystyle g(x)\leq f(x)\leq h(x)}.
Nun subtrahiert man {\displaystyle g(x)} von jedem Ausdruck:
{\displaystyle 0\leq f(x)-g(x)\leq h(x)-g(x)}.
Da für {\displaystyle x\to a} sowohl {\displaystyle g(x)} als auch {\displaystyle h(x)} gegen {\displaystyle L} streben gilt
{\displaystyle h(x)-g(x)\to L-L=0}.
Mit dem oben bewiesenen Spezialfall folgt
{\displaystyle f(x)-g(x)\to 0} für {\displaystyle x\to a}
und daraus dann
{\displaystyle f(x)=(f(x)-g(x))+g(x)\to 0+L=L}.

## Verallgemeinerungen
Eine maßtheoretische Verallgemeinerung ist der Satz von Pratt, bei dem durch die Einschnürung mittels lokal nach Maß konvergenten Funktionenfolgen auf die Vertauschbarkeit von Grenzwertbildung und Integration der eingeschnürten Funktionenfolge sowie auf die Integrierbarkeit der Grenzfunktion geschlossen werden kann.